# Ferrovia Norte Brasil
A Ferronorte ou Ferrovia Norte Brasil (EF-364), é uma ferrovia diagonal brasileira com 755 km de extensão, em bitola larga, que passa pelos estados de Mato Grosso do Sul e Mato Grosso, ligando Santa Fé do Sul (SP) à Rondonópolis (MT).
Este trecho faz parte de uma concessão federal válida por 90 anos, para a construção de uma malha ferroviária com o propósito de ligar Porto Velho (RO) e Santarém (PA), passando por Cuiabá (MT), e interligando-se a Malha Paulista em Santa Fé do Sul (SP), de onde é possível seguir até o porto de Santos. A Ferronorte, junto com a Malha Paulista, forma o principal corredor de exportação agrícola do Brasil, ligando as regiões produtoras de grãos do Centro Oeste brasileiro, ao porto de Santos. Há estudos, por parte do governo federal, para o prolongamento da ferrovia de Rondonópolis (MT) à Cuiabá (MT).
Inicialmente a concessão foi concedida para a empresa privada Ferronorte S.A., mas atualmente pertence à Rumo Logística.

## História
A ideia da construção de uma ferrovia interligando o Centro-Oeste ao Sudeste do País foi proposta por Euclides da Cunha em 1901.
Em 1975, Vicente Emílio Vuolo, deputado federal pelo Mato Grosso, apresentou Projeto de Lei para inclusão no Plano Nacional de Viação de ligação entre o estado de São Paulo e Cuiabá. O traçado da nova ferrovia partiria de Rubinéia (SP), passando por Aparecida do Taboado (então MT, hoje MS), Rondonópolis (MT) e atingiria Cuiabá (MT), conforme a Lei 6.346 de 6 de julho de 1976.
Em 19 de maio de 1989, foi assinado o contrato de concessão para a construção e operação da ferrovia por 90 anos, com a empresa Ferronorte S.A., criada pelo empresário Olacyr Francisco de Moraes, que já foi o maior produtor individual de soja do mundo. Em 1996 foi inaugurada a Ponte Rodoferroviária sobre o rio Paraná, na divisa entre os estados de São Paulo e Mato Grosso do Sul, ponto inicial da ferrovia.

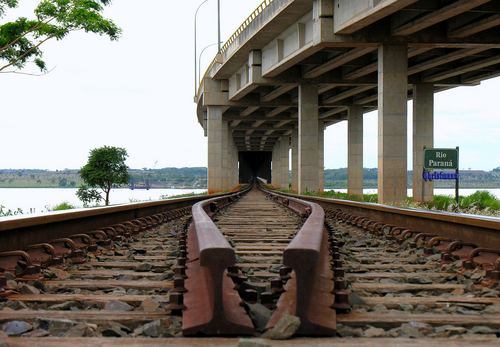
Vista da via ferroviária da ponte a partir de São Paulo

Em 1991, após inúmeros adiamento foram iniciadas as obras do trecho Santa Fé do Sul (SP) - Alto Araguaia (MT). Estas foram concluídas em 1998, quando o trecho passou a entrar em operação.
Em 1997, foi aprovado pela Assembleia Legislativa de Mato Grosso o projeto que deu o nome de Senador Vicente Vuolo a ferrovia, em virtude da dedicação do ex-senador à causa da Ferronorte.
Foi criada em julho de 1998, a holding FERROPASA, empresa que controlava as ferrovias Ferronorte e Novoeste. Em novembro de 1998 a Ferropasa, fez parte do grupo vencedor do leilão da Malha Paulista (ex-Fepasa), que passou a ser denominada Ferroban. Posteriormente foi criada a holding Brasil Ferrovias, que congregava a operação da Ferrovia Novoeste S.A., Ferronorte S.A. e Ferrovia Bandeirantes S.A..
Em 2006 o controle do Grupo Brasil Ferrovias foi assumido pela América Latina Logística e a Ferronorte passa a ser nomeada como América Latina Logística Malha Norte S.A. após aprovação em 6 de agosto de 2008 pela ANTT (Deliberação 289/08).
Em abril de 2015, a América Latina Logística foi adquirida pela empresa Rumo Logística e o trecho passou a ser chamado Rumo Malha Norte S.A..
Desde sua inauguração, a Ferronorte se consolidou como parte do principal corredor de exportação do agronegócio brasileiro, sendo responsável pelo escoamento de grande parte dos grãos produzidos no oeste do país.

## Traçado
| Trecho                                    | Data de inauguração | Comprimento (km) | Início das obras | Observações e Conexões |
| ----------------------------------------- | ------------------- | ---------------- | ---------------- | ---------------------- |
| Santa Fé do Sul (SP) - Alto Araguaia (MT) | 1998                | 504              | 1991             | Operacional            |
| Alto Araguaia (MT) - Rondonópolis (MT)    | 2012                | 260              | 2010             | Operacional            |
| Rondonópolis (MT) - Cuiabá (MT)           | ?                   | ?                | Indefinido       | Em projeto             |
| Cuiabá (MT) - Porto Velho (RO)            | ?                   | ?                | Indefinido       | Em estudo              |
| Cuiabá (MT) - Santarém (PA)               | ?                   | ?                | Indefinido       | Em estudo              |
| Uberlândia (MG) - Alto Araguaia (MT)      | ?                   | ?                | Indefinido       | Em estudo              |